# Светловодск
Светлово́дск (укр. Світловодськ; 1961—1962 — Хрущёв, 1962—1969 — КремГЭС) — город в Александрийском районе Кировоградской области Украины, административный центр Светловодской городской общины.

## Географическое положение
Расположен на побережье Кременчугского водохранилища.

## Население
Численность населения составляет около 42 тысяч человек.
По данным переписи 2001 года украинцы составляли 83,82 % населения города, русские — 14,49 %.

### Языковой состав
Родной язык населения по данным переписи 2001 года:
| Язык       | Численность, чел. | Доля     |
| ---------- | ----------------- | -------- |
| Украинский | 39 317            | 78,73 %  |
| Русский    | 10 366            | 20,76 %  |
| Другое     | 255               | 0,51 %   |
| Итого      | 49 938            | 100,00 % |

Украинский язык является основным и единственным официальным языком города.
Вторжение России на Украину спровоцировало новую волну украинизации в городе, всё больше людей предпочитают говорить на украинском языке.
По данным Государственной службы статистики Украины в 2023/24 учебном году все 93 403 учащихся в учреждениях общего среднего образования в Кировоградской области обучались в украиноязычных классах.

## История
Населённый пункт был основан в 1954 году как посёлок строителей Кременчугской ГЭС: 25 марта 1954 года Совет министров СССР принял решение приступить к строительству Кременчугского водохранилища на Днепре, которое началось весной того же года.
В 1961 году получил статус города (сюда была эвакуирована значительная часть населения затопленного Новогеоргиевска), и тогда же было закреплено имя Хрущёв, в честь первого секретаря ЦК КПСС Никиты Хрущёва, лично присутствовавшего при запуске электростанции. Но так как Указом Президиума Верховного Совета СССР от 11 сентября 1957 года присвоение городам имён людей при их жизни было запрещено, Хрущёв потребовал отмены этого решения. В итоге в 1962 году город получил имя Кремгэс, а с 1969 года носит имя Светловодск.
В 1975 году население составляло 49,4 тыс. человек, здесь действовали Кременчугская ГЭС, предприятия цветной металлургии (завод чистых металлов и твёрдых сплавов); производственное объединение «Днепроэнергострой-индустрия», завод керамических изделий, мебельная фабрика, другие предприятия, а также общетехнический факультет Харьковского института радиоэлектроники.
В январе 1989 года численность населения составляла 55 591 человек, основой экономики в это время являлись цветная металлургия и производство строительных материалов.
До 2020 года являлся городом областного подчинения Кировоградской области и административным центром Светловодского района (в состав которого не входил).

## Транспорт
Железнодорожная станция Светловодск (на линии Бурты — Рублёвка).
Находится в 25 км от железнодорожной станции Павлыш (на линии Полтава — Користовка).
Пристань на реке Днепр.

## Известные уроженцы
- Боровский Станислав Николаевич — советский и украинский футболист, игравший на позиции левого защитника.
- Гошкодеря Валерий Анатольевич — советский и украинский футболист. Мастер спорта СССР (1984).
- Конько Иван Кузьмич — лейтенант Рабоче-крестьянской Красной Армии, участник Великой Отечественной войны, Герой Советского Союза (1944).
- Маленченко Юрий Иванович — российский космонавт, полковник, Герой Российской Федерации, лётчик-космонавт Российской Федерации.
- Маховская Ольга Ивановна — российский психолог и публицист, кандидат психологических наук, старший научный сотрудник Института психологии РАН.
- Минакова Анна Станиславовна — украинский поэт, дочь поэта Станислава Минакова. Музыкант и художник.
- Пашинин Анатолий Анатольевич — российский и украинский актёр театра и кино.
- Цымбал Андрей Калинович — советский военнослужащий, участник Великой Отечественной войны, Герой Советского Союза, командир батальона партизан, старший лейтенант.